# Mieczysław Krauze (aktor)
Mieczysław Krauze (ur. ok. 1831 w Radomiu, zm. 18 lipca 1917 w Warszawie) – polski aktor i przedsiębiorca teatralny, dyrektor teatrów prowincjonalnych, rekwizytor Warszawskich Teatrów Rządowych w latach 1891–1912.

## Kariera aktorska
Debiutował w 1852 r. w zespole Józefa Bańkowskiego. W kolejnych latach występował w wielu zespołach teatrów prowincjonalnych: Józefa Barańskiego (1852, 1854), Jana Piekarskiego (po 1856), Teofila Borkowskiego (1859), Jana Chrzciciela Okońskiego (1860–1861, 1866–1867), Konstantego Łobojki (1861, 1864–1866, 1871), Adama Miłaszewskiego (1862–1864), Antoniego Raszewskiego (1868), Pawła Ratajewicza (1868–1873), Juliana Grabińskiego (1873), Feliksa Leona Stobińskiego i Adama Bulwińskiego (1877), Feliksa Ratajewicza (1883) i Józefa Puchniewskiego (1885–1887) a także w warszawskich teatrach ogródkowych: "Tivoli", "Eldorado", "Nowy Świat" i "Belle Vue". W okresie pracy na stanowisku rekwizytora w Warszawskich Teatrach Rządowych grywał tam epizodyczne role. Wystąpił m.in. w rolach: Wacława (Stara romantyczka), Janka (Chata za wsią), Telesfora (Dom otwarty), Franciszka Moora (Zbójcy).

## Zarządzanie zespołami teatralnymi
Ok. 1873 r. zorganizował własny zespół teatralny. W kolejnych latach prowadził  zespół dający przedstawienia w wielu miejscowościach na prowincji, m.in. w: Miechowie, Jędrzejowie, Busku, Solcu, Działoszycach, Kielcach, Radomiu, Piotrkowie, Częstochowie, Ciechocinku, Włocławku, Kaliszu, Siedlcach, Suwałkach, Łomży, Sejnach, Kibartach i Puławach, Krasnymstawie, Zamościu, Sandomierzu, Janowie i Końskich. Okresowo zawierał współpracę z innymi przedsiębiorcami teatralnymi, np. z Władysławem Dębskim  i Bolesławem Kremskim, a także dzielił obowiązki dyrektora ze swym bratankiem, Henrykiem Krauze.

## Życie prywatne
Jego żoną była aktorka i śpiewaczka Felicja z Modzelewskich.